# Niclas Erlbeck
Niclas Erlbeck (* 10. Januar 1993 in Kassel) ist ein deutscher Fußballspieler.

## Karriere
Nach seinen Anfängen in der Jugend vom SV Kaufungen 07 und KSV Hessen Kassel wechselte er im Sommer 2008 in die Jugendabteilung des SC Paderborn 07. Da er in diesem Verein im Erwachsenenbereich ohne Einsatz geblieben war, wechselte er im Sommer 2013 zu Eintracht Braunschweig II in die Regionalliga Nord. Nach 2 Jahren in Braunschweig wechselte er weiter in die Regionalliga Nordost zum FC Carl Zeiss Jena. Mit seinem neuen Verein schaffte er am Ende der Saison 2016/17 den Aufstieg in die 3. Liga. Zu seinem ersten Einsatz im Profibereich kam er am 11. Spieltag bei der 0:2-Auswärtsniederlage gegen den 1. FC Magdeburg, als er in der 59. Spielminute für Sören Eismann eingewechselt wurde.
In der Winterpause 2018/2019 wechselte Niclas Erlbeck als Ersatz für den verletzten Matti Langer zum Chemnitzer FC in die Regionalliga Nordost, löste seinen Vertrag aber bereits nach wenigen Tagen wieder auf. Im Sommer 2019 wurde Erlbeck von Energie Cottbus verpflichtet. Bis zu seiner Rückkehr zum Chemnitzer FC absolvierte er 55 Spiele in der Regionalliga für Cottbus.